# Do You Wanna Touch Me? (Oh Yeah!)
Do You Wanna Touch Me? (Oh Yeah!) è un singolo del cantante glam rock britannico Gary Glitter, pubblicato nel 1973 dall'etichetta discografica Bell Records.
Il brano è stato scritto da Gary Glitter e Mike Leander e prodotto da quest'ultimo, ed è stato tratto dall'album Touch Me.
Nel 1981 ne è stata realizzata una cover da parte della cantante rock statunitense Joan Jett, inclusa nel suo album di debutto Bad Reputation.

## Tracce
7" Single (Bell 2008 136)
1. Do You Wanna Touch Me? (Oh Yeah!)
2. I Would if I Could but I Can't

## Classifiche
| Classifica (1973) | Posizione raggiunta |
| ----------------- | ------------------- |
| Paesi Bassi       | 4                   |